# 10834 Zembsch-Schreve
10834 Zembsch-Schreve è un asteroide della fascia principale. Scoperto nel 1993, presenta un'orbita caratterizzata da un semiasse maggiore pari a 2,3241193 UA e da un'eccentricità di 0,0662431, inclinata di 5,73509° rispetto all'eclittica.